# خلیل محمد شاهین
خلیل محمد شاهین (انگلیسی: Khalil Mohamed Shahin؛ زادهٔ ۲ مارس ۱۹۴۲) بازیکن فوتبال است.
وی همچنین در تیم ملی فوتبال مصر بازی کرده‌است.